# آلویس زنفلدر
آلویس زنفلدر (آلمانی: Alois Senefelder؛ ۶ نوامبر ۱۷۷۱ – ۲۶ فوریه ۱۸۳۴) نمایش‌نامه‌نویس و هنرپیشه اهل آلمان بود که به خاطر اختراع چاپ سنگی مشهور است.